# Nathaniel Peffer
Nathaniel Peffer (New York City, 1890. június 30. – 1964. április 12.; kínai neve pinjin hangsúlyjelekkel: Péi Fěi; magyar népszerű: Pej Fej; kínaiul: 裴斐) amerikai sinológus.

## Élete és munkássága
Nathaniel Peffer a Chicagói Egyetemen szerzett diplomát. A New York Tribune távol-keleti tudósítójaként 25 évig élt és dolgozott Kínában. Ezt követően több amaerikai egyetemen kínai nyelvet tanított. 1939-ben a Columbia Egyetemen kinevezték a nemzetközi kapcsolatok adjunktusának, majd 1943-ban professzorának is. 1958-ban vonult nyugdíjba.

## Főbb művei
- The white man's dilemma – climax of the age of imperialism, 1927
- China - the collapse of a civilization, 1930
- Must we fight in Asia?, 1935
- Japan and the Pacific. 1935
- The Far East, a modern history. Ann Arbor, University of Michigan Press, 1958